# Анри I дьо Бурбон-Конде
Анри I дьо Бурбон-Конде, втори принц на Конде, принц по кръв, застава на страната на протестантите по време на религиозните войни. Съперник на Анри Наварски, убеден протестант, провежда многочислени военни кампании против кралските войски.

## Биография
Син на Луи I дьо Бурбон-Конде, първи принц на Конде, и на Елеонора дьо Роа. Анри расте в атмосфера на войнствен калвинизъм.

## Брак и потомство
Жени се два пъти:
∞ 1. Мария дьо Клев, графиня на Бофор (*1553, † 30 октомври 1574, Париж, Кралство Франция), от която има една дъщеря:
- Катерина дьо Бурбон-Конде (* 1574, † 1595), маркиза на Ил (по майка).

∞ 2. за Шарлота дьо Ла Тремой, от която има син и дъщеря:
- Елеонора дьо Бурбон-Конде (* 1587, † 1619), ∞ за Филип-Вилхем Орански.
- Анри II дьо Бурбон-Конде (* 1588, † 1646), 3-ти принц na Конде.